# Liste der Mitglieder der American Academy of Arts and Sciences/2001
Im Jahr 2001 wählte die American Academy of Arts and Sciences 208 Personen zu ihren Mitgliedern.

## Neugewählte Mitglieder
- Jill Abramson (* 1954)
- Dilip Abreu (* 1955)
- Madeleine Albright (1937–2022)
- John H. Aldrich (* 1947)
- Robert McNeill Alexander (1934–2016)
- Woody Allen (* 1935)
- Charles David Allis (1951–2023)
- Richard Avedon (1923–2004)
- Edward L. Ayers (* 1953)
- John H. Baker (* 1944)
- Teodolinda Barolini (* 1951)
- Riley P. Bechtel (* 1952)
- Gillian Beer (* 1932)
- Ben Bernanke (* 1953)
- Tim Berners-Lee (* 1955)
- Sara Berry (* 1945)
- Prafullachandra Natwarlal Bhagwati (1921–2017)
- Gordon Binder (* 1935)
- Allan M. Brandt (* 1953)
- Eli Broad (1933–2021)
- Edgar Miles Bronfman Sr. (1929–2013)
- Maurice Benjamin Burg (* 1931)
- Frederick Busch (1941–2006)
- Guy L. Bush (1929–2023)
- Richard M. Buxbaum (* 1930)
- Mary Schmidt Campbell (* 1947)
- Susan Carey (* 1942)
- Nancy Cartwright (* 1944)
- Anthony Cerami (* 1940)
- William Chafe (* 1942)
- Demetrios Christodoulou (* 1951)
- Mary Sue Coleman (* 1943)
- George Conrades (* 1939)
- Frederick Cooper (* 1947)
- John M. Cooper (1939–2022)
- Suzanne Cory (* 1942)
- Thomas E. Crow (* 1948)
- Jonathan Culler (* 1944)
- David Culver (1924–2017)
- Herman Z. Cummins (1933–2010)
- James Cuno (* 1951)
- Alex d’Arbeloff (1928–2008)
- Constantine Dafermos (* 1941)
- Stephen Darwall (* 1946)
- Peter Hubert Davison (1928–2004)
- Robert Addison Day (* 1943)
- Pietro De Camilli (* 1947)
- Andrew Delbanco (* 1952)
- William Denevan (* 1931)
- Morton Mace Denn (* 1939)
- David DeRosier (* 1939)
- Robert Desimone (* 1952)
- Ronald DeVore (* 1941)
- W. S. Di Piero (* 1945)
- Douglas W. Diamond (* 1953)
- Irene Diamond (1910–2003)
- Russell James Donnelly (1930–2015)
- Ariel Dorfman (* 1942)
- Michael W. Doyle (* 1948)
- Hubert Dreyfus (1929–2017)
- Greg J. Duncan (* 1948)
- Alan Dundes (1934–2005)
- Victor Emery (1934–2002)
- Eli N. Evans (* 1936)
- Peter B. Evans (* 1944)
- Jeffrey Scott Flier (* 1948)
- Henry W. Foster (* 1933)
- Dorothea Frede (* 1941)
- Frank Galati (1943–2023)
- Charles Randy Gallistel (* 1941)
- Edward George, Baron George (1938–2009)
- Charles D. Gilbert (* 1949)
- Sid Gilman (* 1932)
- Philip D. Gingerich (* 1946)
- Shafrira Goldwasser (* 1958)
- Antonio M. Gotto (* 1935)
- Jim Gray (1944–2012)
- Dieter Grimm (* 1937)
- Bernard Grofman (* 1944)
- Michael Grunstein (1946–2024)
- Alma Guillermoprieto (* 1949)
- Jeffrey C. Hall (* 1945)
- Václav Havel (1936–2011)
- John B. Heywood (* 1938)
- Rosalyn Higgins (* 1937)
- John G. Hildebrand (* 1942)
- Brigid Hogan (* 1943)
- Matthew Holden (1931–2025)
- Freeman A. Hrabowski (* 1950)
- Wayne L. Hubbell (* 1943)
- Richard Huganir (* 1953)
- Barbara Imperiali (* 1957)
- Stanley Insler (1937–2019)
- Molly Ivins (1944–2007)
- Jeremy Bradford Cook Jackson (* 1942)
- Irwin Jacobs (* 1933)
- Frances C. James (* 1930)
- Kathleen Hall Jamieson (* 1946)
- James A. Johnson (* 1943)
- Quincy Jones (1933–2024)
- Jon Kaas (* 1937)
- Lawrence Katz (* 1959)
- Robert C. Kennicutt (* 1951)
- Steven A. Kivelson (* 1954)
- Christine Korsgaard (* 1952)
- Richard A. Kramer (* 1938)
- Olga Alexandrowna Ladyschenskaja (1922–2004)
- Ralph S. Larsen (1938–2016)
- Doug Lauffenburger (* 1953)
- Paul LeClerc (* 1941)
- Lee Seng Tee (1923–2022)
- Jeffrey M. Leiden (* 1955)
- Margaret Levi (* 1947)
- Sanford Levinson (* 1941)
- Stuart Linn (* 1940)
- David Morse Livingston (1941–2021)
- Ian Roderick Macneil (1929–2010)
- Eve Marder (* 1948)
- Michael Marletta (* 1951)
- Margaret H. Marshall (* 1944)
- Colin Marshall, Baron Marshall of Knightsbridge (1933–2012)
- Thomas James Mathiesen (* 1947)
- Tony Maxworthy (1933–2013)
- Giuseppe Mazzotta (* 1942)
- Mathew D. McCubbins (1956–2021)
- Malcolm McKenna (1930–2008)
- Jacques Mehler (1936–2020)
- Ira Mellman (* 1951)
- Donald Michie (1923–2007)
- William Moerner (* 1953)
- Lorrie Moore (* 1957)
- Alastair Morton (1938–2004)
- Cherry A. Murray (* 1952)
- Burt Neuborne (* 1941)
- Elissa Newport (* 1947)
- John W. Newport (1951–2005)
- Ryōji Noyori (* 1938)
- Roeland Nusse (* 1950)
- James Olney (1933–2015)
- Gil Omenn (* 1941)
- Simon Ostrach (1923–2017)
- Geneva Overholser (* 1948)
- Christos Papadimitriou (* 1949)
- Torsten Persson (* 1954)
- Robert Plomin (* 1948)
- Klaus Rajewsky (* 1936)
- Don Michael Randel (* 1940)
- Mark A. Ratner (* 1942)
- Stephen Raudenbush (* 1946)
- Kenneth N. Raymond (* 1942)
- Barbara Reskin (* 1945)
- Judith Resnik (* 1950)
- William S. Reznikoff (* 1941)
- Diana Rigg (1938–2020)
- Lawrence Roberts (1937–2018)
- Paul H. Roberts (* 1929)
- Kenneth Saul Rogoff (* 1953)
- F. James Rohlf (* 1936)
- Barbara Romanowicz (* 1950)
- E. John Rosenwald (* 1933)
- Robert Rosner (* 1947)
- Lucia B. Rothman-Denes (* 1943)
- Robert E. Rubin (* 1938)
- Daniel L. Rubinfeld (* 1945)
- Michael J. Ryan (* 1953)
- Luc Sante (* 1954)
- Joseph Schlessinger (* 1945)
- Gerald Schubert (* 1939)
- Elisabeth Schüssler Fiorenza (* 1938)
- Joanna Scott (* 1960)
- Thomas Dyer Seeley (* 1952)
- Nathan Seiberg (* 1956)
- Teddy Seidenfeld (* 1948)
- John Sexton (* 1942)
- Wallace Shawn (* 1943)
- Walter Vincent Shipley (* 1935)
- Kathryn Sikkink (* 1955)
- Leslie Marmon Silko (* 1948)
- Werner Sollors (* 1943)
- Stephen Sondheim (1930–2021)
- Ernest Sosa (* 1940)
- Timothy A. Springer (* 1948)
- Ben G. Streetman (* 1939)
- Andrew Strominger (* 1955)
- Robert Summers (1922–2012)
- Andrei Alexandrowitsch Suslin (1950–2018)
- Éva Tardos (* 1957)
- Ignacio Tinoco (1930–2016)
- Gary Tomlinson (* 1951)
- Eugene Ulrich (* 1938)
- Craig Venter (* 1946)
- Andrew J. Viterbi (* 1935)
- Lawrence Weschler (* 1952)
- John B. West (* 1928)
- Ralph K. Winter (* 1935)
- M. Norton Wise (* 1940)
- Stanford E. Woosley (* 1944)
- James Edward Wright (1939–2022)
- Margaret H. Wright (* 1944)
- Edward Anthony Wrigley (1931–2022)
- Walter Wriston (1919–2005)
- Fred Wudl (* 1941)
- Horng-Tzer Yau (* 1959)
- Janet Yellen (* 1946)
- Mark Yudof (* 1944)
- Froma I. Zeitlin (* 1933)
- Dorothea Zucker-Franklin (1929–2015)
- Charles Zuker (* 1957)